# Brody
Brody (tiếng Ukraina: Броди) là một thành phố của Ukraina. Thành phố này thuộc tỉnh Lviv. Thành phố này có diện tích ? km2, dân số theo điều tra dân số năm 2001 là 23239 người.